# 巴尔迪塞罗卡纳韦塞
巴尔迪塞罗卡纳韦塞（意大利语：Baldissero Canavese），是意大利皮埃蒙特大区都灵省的一个市镇。人口551(2010年12月31日)。